# 1621 en santé et médecine
| Années de la santé et de la médecine : 1618 - 1619 - 1620 - 1621 - 1622 - 1623 - 1624    |
| Décennies de la santé et de la médecine : 1590 - 1600 - 1610 - 1620 - 1630 - 1640 - 1650 |

Cet article présente les faits marquants de l'année 1621 en santé et médecine.

## Fondations
- Fondation de « la faculté de médecine strasbourgeoise, créée avec l'université[1] ».
- Fondation du jardin des plantes de Poitiers, par Paschal Le Coq (1597-1632), docteur régent et doyen de la faculté de médecine[2],[3].
- Création à Oxford d'un jardin médicinal qui deviendra l'actuel jardin botanique de l'université[4].

## Événements
- Épidémie de peste en France méridionale et en Catalogne[5].
- Le roi Louis XIII charge Jean Héroard, son Premier médecin, de « nommer des médecins qui établiront des jurandes dans les villes où il n'y a point d'université de médecine ni maîtrise d'apothicairerie jurée[6] ».
- Thomas Harriot (né vers 1561), mathématicien et astronome anglais, meurt le 2 juillet d'un cancer du nez[7], malgré les soins du chirurgien Alexander Read (1580-1641[8]).
- Giacomo Giacobelli, vice-Premier médecin des États du pape, est arrêté pour malversations[9].
- L'apothicaire vénitien Giovanni Francesco Gemma est accusé d'avoir reçu dans sa pharmacie et d'avoir rendu visite à un marrane relaps, le médecin portugais Giorgio Francesco Diaz[10].

## Publications
- Tomás de Aguiar (es), docteur en médecine de l'université d'Alcalá, répond, dans son Apologia pro consilio medicinali, aux critiques d'Alonso Núñez de Llerena (c.1570 – c.1630), médecin personnel de Philippe IV[11].
- Giovanni Francesco Arquati, médecin à Trévise, en Vénétie, publie son Tesoro della vera et perfetta medicina universale[12].
- Aubry, chirurgien à Sainte-Menehould donne deux petits traités, l’un sur la goutte, l’autre sur « la différence qu'il y a entre la pierre et la gravelle[13] ».
- Joachim Burser (de) (1583-1639), médecin et botaniste allemand, fait paraître un traité sur la fièvre pétéchiale[14].
- L'écrivain anglais Robert Burton fait paraître son Anatomie de la mélancolie[15],[16].
- Le théologien et historien dominicain polonais Abraham Bzowski publie sa « Liste nominative de saints médecins » (Nomenclator sanctorum professione medicorum[17],[18]).
- Pietro Castelli (1590 ? – 1661), médecin et botaniste italien, publie un Discorso della duratione de’ medicamenti[19], ainsi qu'un mémoire sur les propriétés du vitriol[20].
- Esteban Rodrigo de Castro (1550-1627), médecin portugais, docteur de l'université de Pise[21] fait paraître son traité De meteoris microcosmi[22].
- Proti Casulani, médecin siennois, donne son traité sur le diagnostic par l'examen de la langue[23].
- Giovani Colle (1558-1631) publie deux ouvrages la même année : un Elucidarium anatomicum et chirurgicum ex Graecis, Arabibus et Latinis selectum[24], et un Cosmitor Medicaeus Triplex[25].
- Jean Dant, Albigeois, membre de l'académie de Castres, publie un ouvrage qu'il intitule Le Chauve ou le Mépris des cheveux[26] et où « il déclame amèrement contre l'usage et l'inutilité des cheveux[27] ».
- Le médecin italien Fortunato Fedele (it) (1550-1630) publie ses Contemplationum medicarum libri XXII[28],[29].
- Première édition des « Obervations et cas médicaux » d'Epifanio Ferdinando (1569-1638)[30], avec une préface du poète, médecin et historien italien Cataldo Antonio Mannarino (it) (1568-1621).
- Arnauld Gilles publie sa Fleur des remèdes contre le mal des dents[31],[32].
- Jean Giraud publie son avis sur le traitement du rhumatisme intermittent (Consilium Apollinare periodicae arthritidi[33]).
- Rudolf Goclenius le Jeune (1572-1621), professeur de physique, de médecine et de mathématiques à Marbourg, fait paraître un « régime de santé » sous le titre de Tractatus physicus et medicus de sanorum diaeta[34].
- Johann Günther (fl. 1612-1622), médecin de Weissenfels, tire de la Méthode thérapeutique de Galien des « exercices » pour les étudiants, sur le traitement des maladies complexes[35].
- Parution de la traduction allemande de la Dissertatio de peste (1611), de Johann Heins (1585-1656), docteur en médecine de l'université de Bâle et praticien à Ulm[36], sous le titre de Bericht von der Pestilenz[37].
- Clovis Hesteau de Nuysement (v. 1555 – v. 1623), poète et alchimiste français, fait imprimer un Traité sur le vrai sel, « suivant le troisième principe du Cosmopolite » et « traitant de la connaissance de la vraie médecine chimique[38] », « entièrement fondé sur les Trois livres des elemens chymiques et spagyriques de Jean Brouaut[39] ».
- Peter Lauremberg (en) (1585-1639), professeur de médecine, de mathématiques et de lettres à Hambourg et Rostock[40], publie des conseils médicaux, sous le titre de Laurus Delphica[41].
- Parution de la traduction française de Toutes les œuvres d'André du Laurens (1558-1609) par Théophile Gelée[42].
- Michael Maier (1568 ? – 1622), médecin et alchimiste allemand, donne un ouvrage sur le traitement de la goutte et des rhumatismes de la main et du genou (Podagrae, chiragrae et gonagrae methodica curatio[43]).
- En publiant sa Responsio brevis ad Annotationes Prosperi Martiani[44], Giovanni Manelfi (1581-1654), médecin à Rome, intervient dans le débat qui a opposé les médecins Prospero Marziani et Marsilio Cagnati à propos des purgatifs et de la saignée[45].
- Gregorio Martini (1575 ? – 1632) publie ses Commentatiuncula[46].
- Alonso Muñoz, Premier barbier du roi d'Espagne, fait paraître ses instructions sur la saignée[47],[48].
- Aurelio Palazzoli, qui avait été le médecin du sénateur et historien de Venise Andrea Morosini[49], fait paraître un recueil d'études médicales qu'il dédie au cardinal Scipione Cobelluzzi[50].
- David de Planis Campy (1589-c.1644), chirurgien, médecin et alchimiste français, publie sa Petite Chirurgie chimique médicale[51].
- Francesco Plazzoni († 1622), chirurgien et anatomiste italien, publie son traité sur les organes de la génération[52].
- Matías de Porres (es) (né pendant les années 1550), médecin espagnol, médecin personnel de Francisco de Borja y Aragón, vice-roi du Pérou, publie un opuscule contre l'habitude de « boire froid avec de la neige » (Breves advertencias para bever frío con nieve[53]).
- Johann Raicus (et) (v. 1580-1632) fait paraître un « Traité de médecine chimique sur la podagre » (Tractatus de podagra medico-kimicus[54]).
- Sous le titre de Curationis magneticae et unguenti armarii magica impostura clare demonstrata, Johann Robertus, de la Compagnie de Jésus, donne sa « modeste réponse à la thèse pernicieuse de Jean-Baptiste Helmont » sur le traitement par le magnétisme et l'onguent armaire[55].
- Parution posthume du traité médical en trois volumes de Gioseppe Rosaccio († 1620), médecin, astrologue et géographe italien[56].
- Impression, chez Johann Repp, de treize thèses sur « la bonne manière de purger » (De recta ratione purgandi) proposées en 1620 et 1621 à l'académie de Strasbourg par le professeur de médecine Melchior Sebisch le Jeune (1578-1674[57]), parmi lesquelles figurent celles soutenues par Elias Geiselbrunner (fl. 1610-1650[58]), Johann Ludwig Gans (fl. 1621-1630[59]), ou Benedict Malleolus (fl. 1618-1627[60]).
- Andrés de Tamayo fait paraître à Valence deux traités en un volume, l'un sur la traumatologie osseuse et l'autre sur la diphtérie (Tratados breves de álgebra  y garrotillo[48]).
- Daniel Tilenus (1563-1633), médecin silésien, « finalement converti aux doctrines arminiennes[61] », publie un Avertissement à l'assemblée de La Rochelle[62].
- Le libraire bordelais Simon Millanges imprime un opuscule signé de Pierre Tremarc et intitulé Recueil des secrets admirables [...] des grands et signalés philosophes, astrologues et médecins[63], dont le texte sera réédité sous un autre nom à Grenoble en 1637[64].
- Ludovicus Valentinus Junior (1576-1630), médecin à Venise, publie une « grande controverse sur le flux hépatique » (De fluxu hepatico larga disputatio[65]).
- Jean-Baptiste Van Helmont[66] (1579-1644) publie son ouvrage « sur le traitement magnétique des blessures » (De magnetica vulnerum curatione[67]).
- Parution, à Sens, chez Georges Niverd, d’un traité sur l’hydropisie[68].
- 1621-1658 : parution échelonnée des dix livres des Quaestiones medico-legales[69], de Paul Zacchias († 1659[70]), deuxième ouvrage connu consacré à la médecine légale, après le De relationibus medicorum[71] publié en 1602 par Fortunato Fedele (it)[72].

## Personnalité
- Fl. le sieur de Beauvallet, médecin, poète et alchimiste, auteur des Prodiges chimiques,  poème alchimique dédié au roi Louis XIII[73].

## Naissances
- 27 janvier : Thomas Willis (mort en 1675), médecin anglais[74],[75].
- Claude Bourdelin (mort en 1699), chimiste et apothicaire français, membre de l'Académie des sciences[76].
- Pierre Poirot (mort en 1673), maître chirurgien à Nancy[77].
- Johannes Van Horne (mort en 1670), médecin et anatomiste hollandais[78],[79].
- 1618[80] ou 1621[81] : George Joyliffe ou Jolivius (mort en 1658), anatomiste et médecin anglais, l’un des découvreurs du système lymphatique.

## Décès
- 3 mars : Rudolf Goclenius le Jeune (né en 1572), professeur de physique, de médecine et de mathématiques à Marbourg[82],[83].
- 19 mars : Lawrence Bohun (en) (né entre 1575 et 1585), médecin anglais, membre du conseil de Virginie[84].
- 21 juin : Ján Jesenský, ou Johannes Jessenius (né en 1556), médecin, anatomiste et homme politique silésien[85],[86].
- 28 juillet : Cataldo Antonio Mannarino (it) (né en 1568), poète, médecin et historien italien[87].
- Johann Nikolaus Stupanus (en) (né en 1542), médecin italien et suisse, professeur à Bâle, également connu comme traducteur, père d'Emmanuel Stupanus (en) (1587-1664), lui aussi professeur de médecine à Bâle[88].
- 1621 ? : Jacques Fontaine (né à une date inconnue), professeur de médecine à Aix, médecin ordinaire du roi[89] et auteur, en 1611, d'un ouvrage sur l'affaire des possessions d'Aix-en-Provence[90].